# Apple M7
Els coprocessadors de la sèrie M d'Apple són coprocessadors de moviment utilitzats per Apple Inc. als seus dispositius mòbils. Llançat per primera vegada el 2013, la seva funció és recollir dades del sensor d'acceleròmetres, giroscopis i brúixoles integrats i descarregar la recollida i processament de dades del sensor de la unitat central de processament (CPU) principal.
El primer coprocessador de la sèrie és l'M7 (nom en clau Oscar ), que es va presentar el setembre de 2013 com a part de l'iPhone 5S. Chipworks va trobar que el M7 probablement és un microcontrolador basat en NXP LPC1800 anomenat LPC18A1 . Utilitza un nucli ARM Cortex-M3 amb un embalatge personalitzat i un esquema de denominació que indica que és per a una peça personalitzada d'Apple. La versió actualitzada M8 es va presentar el setembre de 2014 amb l'iPhone 6 i també processa dades del baròmetre que s'inclou a l'iPhone 6 i l'iPad Air 2. iFixit ha identificat que l'M8 de l'iPhone 6 és un dispositiu NXP amb un nom molt similar, el LPC18B1.
Els coprocessadors posteriors estan integrats als SoC de la sèrie A. El setembre de 2015 va portar el coprocessador de moviment M9 incrustat dins del xip A9 que es troba a l'iPhone 6S, iPhone 6S Plus, iPhone SE de primera generació i dins del xip A9X que es troba a l'iPad Pro de primera generació. L'iPhone 7, l'iPhone 7 Plus, iPad Pro de segona generació inclouen el coprocessador de moviment M10, integrat als xips A10 Fusion i A10X Fusion. Apple va incloure l' M11 a l'iPhone 8, 8 Plus i iPhone X, integrat dins del SoC A11 Bionic.
A partir del SoC A12 Bionic, Apple ha deixat de distingir el coprocessador de moviment de la resta del SoC i ha abandonat la nomenclatura corresponent de la sèrie M. La nomenclatura de la sèrie M es va reintroduir el 2020 per als SoC basats en ARM utilitzats en ordinadors Mac i tauletes iPad (a partir de l'iPad Pro de cinquena generació).

## Ús
Els coprocessadors de la sèrie M d'Apple recullen, processen i emmagatzemen les dades dels sensors fins i tot si el dispositiu està adormit, i les aplicacions poden recuperar dades quan el dispositiu es torna a engegar. Això redueix el consum d'energia del dispositiu i estalvia la durada de la bateria. A més de donar servei a l'acceleròmetre, el giroscopi, la brúixola i als coprocessadors M8 i posteriors, el baròmetre, el coprocessador M9 pot reconèixer les ordres de veu Siri dels micròfons integrats del dispositiu.
Els coprocessadors de moviment de la sèrie M són accessibles per a les aplicacions mitjançant l'API Core Motion introduïda a iOS 7, de manera que, per exemple, permeten aplicacions de fitness que fan un seguiment de l'activitat física i accedeixen a dades dels processadors M sense implicar constantment el processador de l'aplicació principal. Permeten que les aplicacions siguin conscients de quin tipus de moviment està experimentant l'usuari, com ara conduir, caminar, córrer o dormir. Una altra aplicació podria ser la possibilitat de fer un seguiment i mapeig d'interiors. A iOS 10, el coprocessador de moviment s'utilitza per implementar la funcionalitat de pujar a activar, reduint l'ús d'energia inactiva.

## Productes
| Coprocessador      | Processador       | Llançat                | Descatalogat           | iPhone                                           |
| ------------------ | ----------------- | ---------------------- | ---------------------- | ------------------------------------------------ |
| Apple M7 (LPC18A1) | Apple A7          | 20 de setembre de 2013 | 21 de març de 2017     | Iphone 5s                                        |
| Apple M8 (LPC18B1) | Apple A8          | 9 de setembre de 2014  | 28 de maig de 2019     | iPhone 6 iPhone 6 Plus                           |
| Apple M8 (LPC18B1) | Apple A8X         | 16 d'octubre de 2014   | 21 de març de 2017     | (cap)                                            |
| Apple M9           | Apple A9          | 9 de setembre de 2015  | 12 de setembre de 2018 | iPhone 6SiPhone 6S Plus iPhone SE (1a generació) |
| Apple M9           | Apple A9X         | 9 de setembre de 2015  | 5 de juny de 2017      | (cap)                                            |
| Apple M10          | Apple A10 Fusion  | 7 de setembre de 2016  | 10 de maig de 2022     | iPhone 7 iPhone 7 Plus                           |
| Apple M10          | Apple A10X Fusion | 13 de juny de 2017     | 20 d'abril de 2021     | (cap)                                            |
| Apple M11          | Apple A11 Bionic  | 12 de setembre de 2017 | 15 d'abril de 2020     | iPhone 8 iPhone 8 Plus iPhone X                  |